# Saint-Pierre-à-Arnes
Pour les articles homonymes, voir Saint-Pierre et Arnes (homonymie).
Saint-Pierre-à-Arnes est une commune française située dans le département des Ardennes en région Grand Est.

## Géographie
| Hauviné               |                            | Cauroy                |
| Saint-Clément-à-Arnes | Saint-Pierre-à-Arnes       | Saint-Étienne-à-Arnes |
|                       | Saint-Souplet-sur-Py Marne |                       |

### Hydrographie

#### Réseau hydrographique
La commune est dans la région hydrographique « la Seine du confluent de l'Oise (inclus) à l'embouchure » au sein du bassin Seine-Normandie. Elle est drainée par l'Arnes,.
| (texte à fusionner) L'Arnes, affluent de la Suippe, dans le bassin versant de la Seine, prend source sur la commune voisine à l'est Saint-Étienne-à-Arnes, traverse Saint-Pierre-à-Arnes d'est en ouest, pour continuer sa course à travers la commune voisine à l'ouest de Saint-Clément-à-Arnes. |

L'Arnes, d'une longueur de 12 km, prend sa source dans la commune de Saint-Étienne-à-Arnes, à 123 m d'altitude, et se jette  dans la Suippe à Bétheniville, à 97 m d'altitude, après avoir traversé cinq communes.

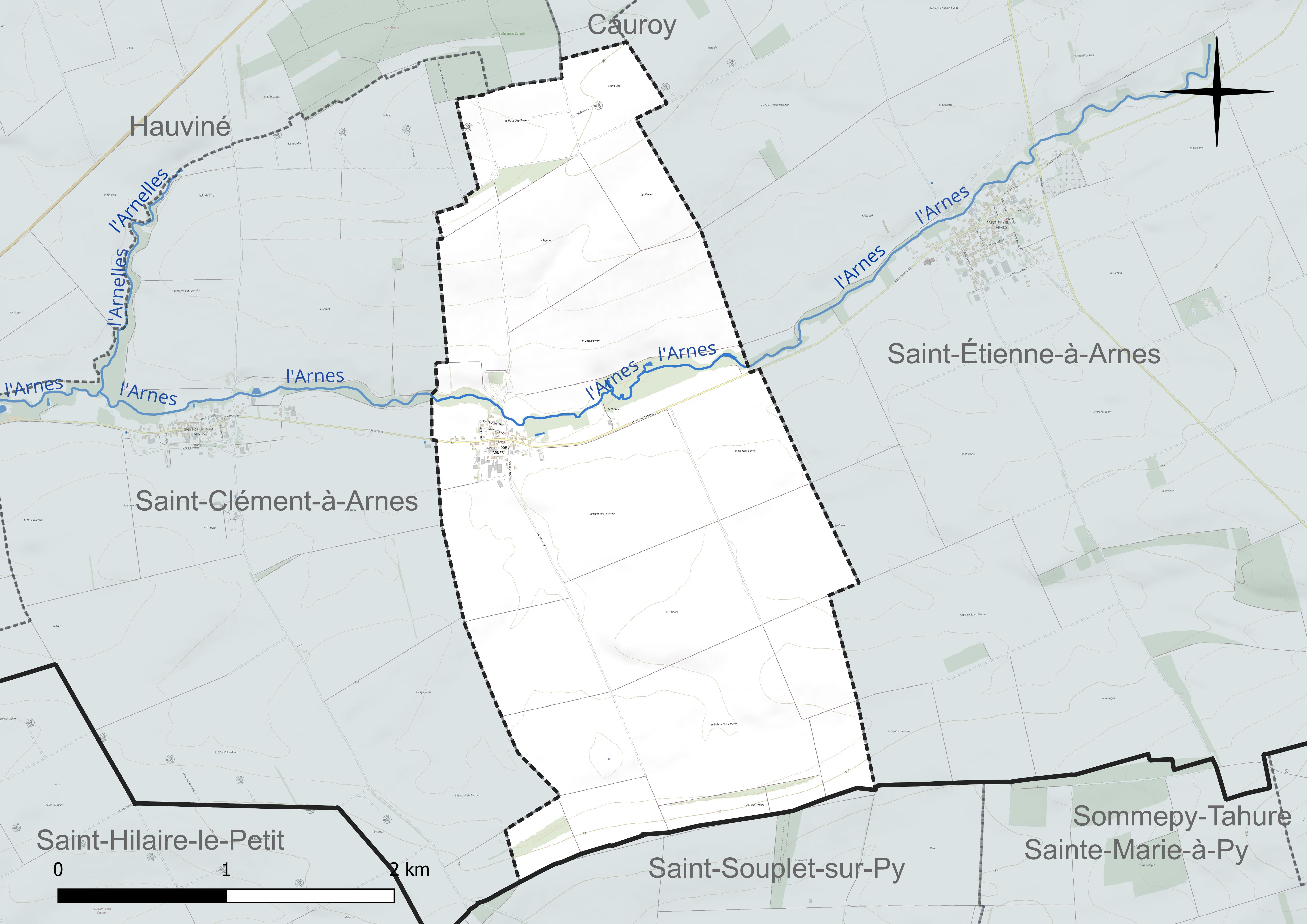
Réseau hydrographique de Saint-Pierre-à-Arnes.

#### Gestion et qualité des eaux
Le territoire communal est couvert par le schéma d'aménagement et de gestion des eaux (SAGE) « Aisne Vesle Suippe ». Ce document de planification, dont le territoire s’étend sur 3 096 km2 répartis sur trois départements (Aisne, Marne et Ardennes) et deux régions (Champagne-Ardenne et Picardie), a été approuvé le 16 décembre 2013. La structure porteuse de l'élaboration et de la mise en œuvre est le syndicat d’aménagement des bassins Aisne Vesle Suippe (SIABAVES).
La qualité des cours d’eau peut être consultée sur un site dédié géré par les agences de l’eau et l’Agence française pour la biodiversité.

### Climat
Pour des articles plus généraux, voir Climat du Grand Est et Climat des Ardennes.
En 2010, le climat de la commune est de type climat océanique dégradé des plaines du Centre et du Nord, selon une étude du Centre national de la recherche scientifique s'appuyant sur une série de données couvrant la période 1971-2000. En 2020, Météo-France publie une typologie des climats de la France métropolitaine dans laquelle la commune est exposée à un climat océanique altéré et est dans la région climatique  Nord-est du bassin Parisien, caractérisée par un ensoleillement médiocre, une pluviométrie moyenne régulièrement répartie au cours de l’année et un hiver froid (3 °C).
Pour la période 1971-2000, la température annuelle moyenne est de 10,3 °C, avec une amplitude thermique annuelle de 15,8 °C. Le cumul annuel moyen de précipitations est de 757 mm, avec 11,9 jours de précipitations en janvier et 8,6 jours en juillet. Pour la période 1991-2020, la température moyenne annuelle observée sur la station météorologique de Météo-France la plus proche, « Cauroy », sur la commune de Cauroy à 5 km à vol d'oiseau, est de 10,8 °C et le cumul annuel moyen de précipitations est de 749,6 mm. 
La température maximale relevée sur cette station est de 42 °C, atteinte le 25 juillet 2019 ; la température minimale est de −16 °C, atteinte le 12 février 2012,,.
Les paramètres climatiques de la commune ont été estimés pour le milieu du siècle (2041-2070) selon différents scénarios d'émission de gaz à effet de serre à partir des nouvelles projections climatiques de référence DRIAS-2020. Ils sont consultables sur un site dédié publié par Météo-France en novembre 2022.

## Urbanisme

### Typologie
Au 1er janvier 2024, Saint-Pierre-à-Arnes est catégorisée commune rurale à habitat dispersé, selon la nouvelle grille communale de densité à 7 niveaux définie par l'Insee en 2022.
Elle est située hors unité urbaine. Par ailleurs la commune fait partie de l'aire d'attraction de Reims, dont elle est une commune de la couronne,. Cette aire, qui regroupe 294 communes, est catégorisée dans les aires de 200 000 à moins de 700 000 habitants,.

### Occupation des sols
L'occupation des sols de la commune, telle qu'elle ressort de la base de données européenne d’occupation biophysique des sols Corine Land Cover (CLC), est marquée par l'importance des territoires agricoles (100 % en 2018), une proportion identique à celle de 1990 (100 %). La répartition détaillée en 2018 est la suivante : 
terres arables (91,5 %), zones agricoles hétérogènes (8,5 %). L'évolution de l’occupation des sols de la commune et de ses infrastructures peut être observée sur les différentes représentations cartographiques du territoire : la carte de Cassini (XVIIIe siècle), la carte d'état-major (1820-1866) et les cartes ou photos aériennes de l'IGN pour la période actuelle (1950 à aujourd'hui).

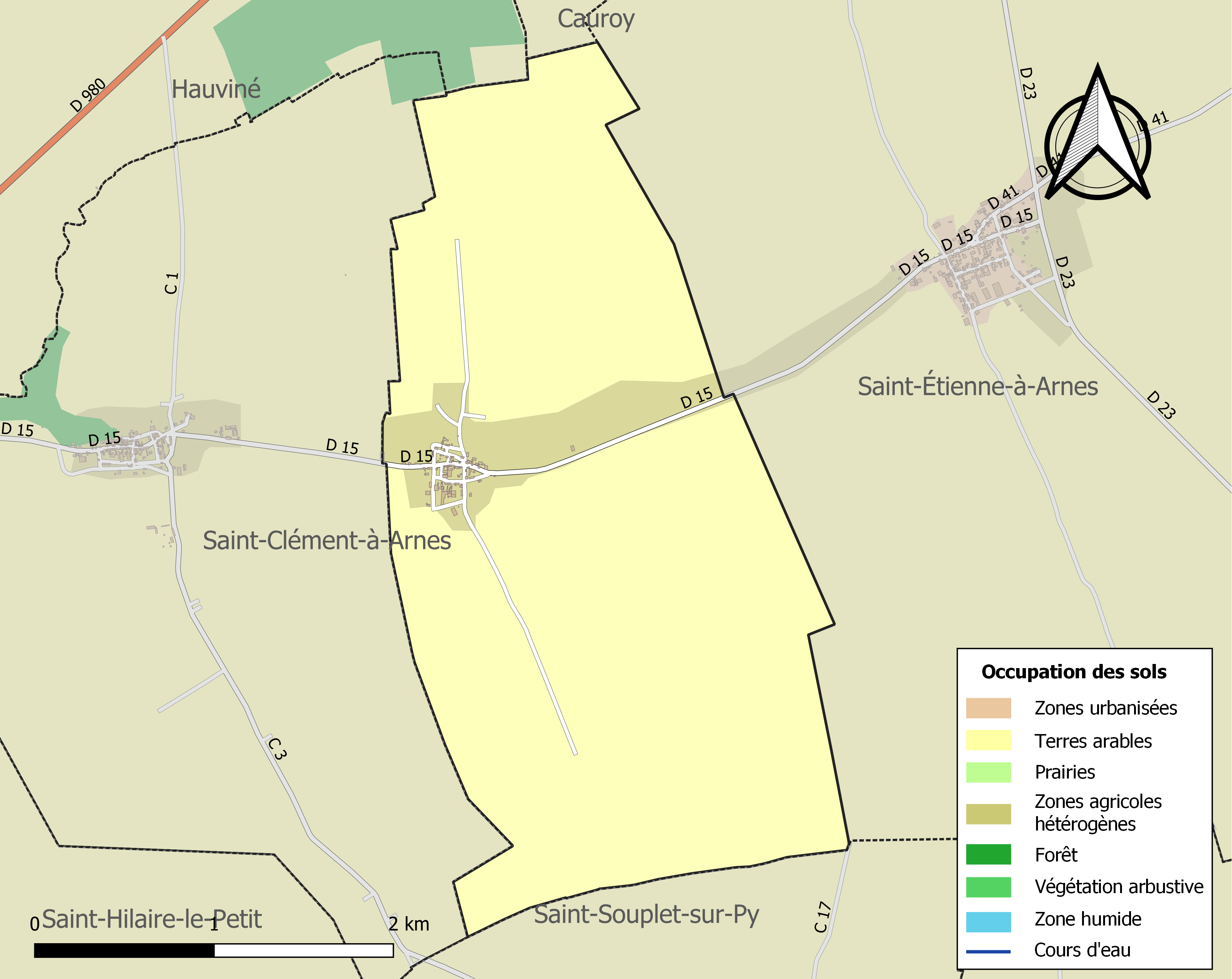
Carte des infrastructures et de l'occupation des sols de la commune en 2018 (CLC).

## Toponymie
Le nom de la localité est attesté sous la forme parrochia S. Petri en 1066.
	
Saint-Pierre est un hagiotoponyme qui fait référence à l'apôtre Pierre, l'église de la commune lui est dédiée.
L'Arnes est une rivière des départements Ardennes et Marne dans la région Grand Est. Elle prend sa source dans la commune de Saint-Étienne-à-Arnes, elle traverse le territoire de la commune.

Le département des Ardennes peut se prévaloir d'une originalité : il est un des rares à posséder des communes dont le nom est constitué par la séquence: hagionyme, la préposition à et un hydronyme: c’est le cas de trois localités situées sur le cours d’un petit affluent de la Suippe, l'Arne : Saint-Clément-à-Arnes, Saint-Étienne-à-Arnes, Saint-Pierre-à-Arnes.

## Politique et administration
| Période                                  | Période                   | Identité           | Étiquette | Qualité     |
| ---------------------------------------- | ------------------------- | ------------------ | --------- | ----------- |
| Les données manquantes sont à compléter. |                           |                    |           |             |
| avant 1875                               | après 1876                | Quenet             |           |             |
| mars 2001                                | 2008                      | François Schulze   |           | Agriculteur |
| mars 2008                                | 2014                      | Jean-Paul Maillart |           | Retraité    |
| 30 avril 2014                            | 25 mai 2020               | Bertrand Haulin    |           | Agriculteur |
| 25 mai 2020                              | En cours (au 26 mai 2020) | Bertrand Haulin    |           | Agriculteur |

## Démographie
L'évolution du nombre d'habitants est connue à travers les recensements de la population effectués dans la commune depuis 1793. Pour les communes de moins de 10 000 habitants, une enquête de recensement portant sur toute la population est réalisée tous les cinq ans, les populations de référence des années intermédiaires étant quant à elles estimées par interpolation ou extrapolation. Pour la commune, le premier recensement exhaustif entrant dans le cadre du nouveau dispositif a été réalisé en 2006.

En 2022, la commune comptait 66 habitants, en évolution de −2,94 % par rapport à 2016 (Ardennes : −2,97 %, France hors Mayotte : +2,11 %).
| 1793 | 1800 | 1806 | 1821 | 1872 | 1876 | 1881 | 1886 | 1891 |
| ---- | ---- | ---- | ---- | ---- | ---- | ---- | ---- | ---- |
| 123  | 113  | 117  | 127  | 170  | 156  | 148  | 133  | 126  |

| 1896 | 1901 | 1906 | 1911 | 1921 | 1926 | 1931 | 1936 | 1946 |
| ---- | ---- | ---- | ---- | ---- | ---- | ---- | ---- | ---- |
| 114  | 98   | 100  | 106  | 88   | 85   | 78   | 78   | 76   |

| 1954 | 1962 | 1968 | 1975 | 1982 | 1990 | 1999 | 2006 | 2011 |
| ---- | ---- | ---- | ---- | ---- | ---- | ---- | ---- | ---- |
| 95   | 90   | 86   | 77   | 74   | 78   | 69   | 68   | 64   |

| 2016 | 2021 | 2022 | - | - | - | - | - | - |
| ---- | ---- | ---- | - | - | - | - | - | - |
| 68   | 66   | 66   | - | - | - | - | - | - |

## Culture locale et patrimoine

### Lieux et monuments
- L'église Saint-Pierre

### Personnalités liées à la commune
- Ferry Pasté, seigneur de Challerange et de Saint-Pierre-à-Arnes, maréchal de France.